# Brommella dolabrata
Brommella dolabrata là một loài nhện trong chi Brommella, họ Dictynidae.
Loài này được Shuqiang Li miêu tả năm 2017. Tính từ định danh loài có nguồn gốc từ tiếng Latinh dolabratus có nghĩa là "hình dạng như chiếc rìu", và dùng để nói tới cựa ở gốc đốt chày chân xúc giác của con đực với một cạnh rộng.

## Phân bố
Loài này được tìm thấy ở cao độ 94 m trong hang Long Châu, khu thắng cảnh Long Châu, 22°34.529′B 110°13.932′Đ / 22,575483°B 110,2322°Đ trong địa phận thôn Thiên Long, trấn San La, huyện Lục Xuyên, địa khu Ngọc Lâm, Quảng Tây, Trung Quốc.